# Bahnhof Shin-Kani
Der Bahnhof Shin-Kani (jap. 新可児駅 Shin-Kani-eki) ist ein Bahnhof auf der japanischen Insel Honshū. Er wird von der Bahngesellschaft Meitetsu (Nagoya Tetsudō) betrieben und befindet sich in der Präfektur Gifu auf dem Gebiet der Stadt Kani, unmittelbar neben dem Bahnhof Kani von 
JR Central.

## Verbindungen
Shin-Kani ist ein Zwischenbahnhof an der Meitetsu Hiromi-Linie der Bahngesellschaft Meitetsu (Nagoya Tetsudō). Zweimal täglich verkehrt ein Schnellzug der Gattung Semi Express von Shin-Kani über Inuyama und Meitetsu Gifu zum Flughafen Chūbu. Im Nahverkehr wird die Hiromi-Linie in Shin-Kani zweigeteilt und es muss hier in fast allen Fällen umgestiegen werden. In Richtung Inuyama verkehrt alle 15 bis 20 Minuten ein Zug mit Halt an allen Zwischenstationen, in Richtung Mitake besteht ein Halbstundentakt. Im benachbarten Bahnhof Kani kann zur Taita-Linie umgestiegen werden. Die Bushaltestellen auf dem gemeinsamen östlichen Bahnhofsvorplatz werden von mehreren Linien der Gesellschaft Tōnō Tetsudō und des städtischen Busbetriebs Satsuki Bus bedient.

## Anlage
Der Bahnhof steht im Osten des Stadtteils Shimoedo, wobei Wohnviertel die nähere Umgebung prägen. Die ebenerdige Anlage ist ein von Norden nach Süden ausgerichteter Kopfbahnhof und umfasst drei Gleise, die alle dem Personenverkehr dienen. Diese liegen an einem Mittelbahnsteig an der West- und einem Seitenbahnsteig an der Ostseite, die beide teilweise überdacht sind. Verbunden sind sie durch einen Querbahnsteig, an dessen Südseite das zweigeschossige Empfangsgebäude angebaut ist. In nördlicher Richtung verlaufen die Taita-Linie und die Meitetsu Hiromi-Linie mehrere hundert Meter weit parallel, ohne betrieblich miteinander verbunden zu sein; in östlicher Richtung verläuft das Streckengleis nach Mitake. Eine Spitzkehre stellt die Verbindung zwischen beiden Streckenteilen der Hiromi-Linie her, allerdings kann von ihr aus das am westlichsten gelegene Bahnsteiggleis nicht angefahren werden.
Im Fiskaljahr 2019 nutzten durchschnittlich 5295 Fahrgäste täglich den Bahnhof.

## Bilder

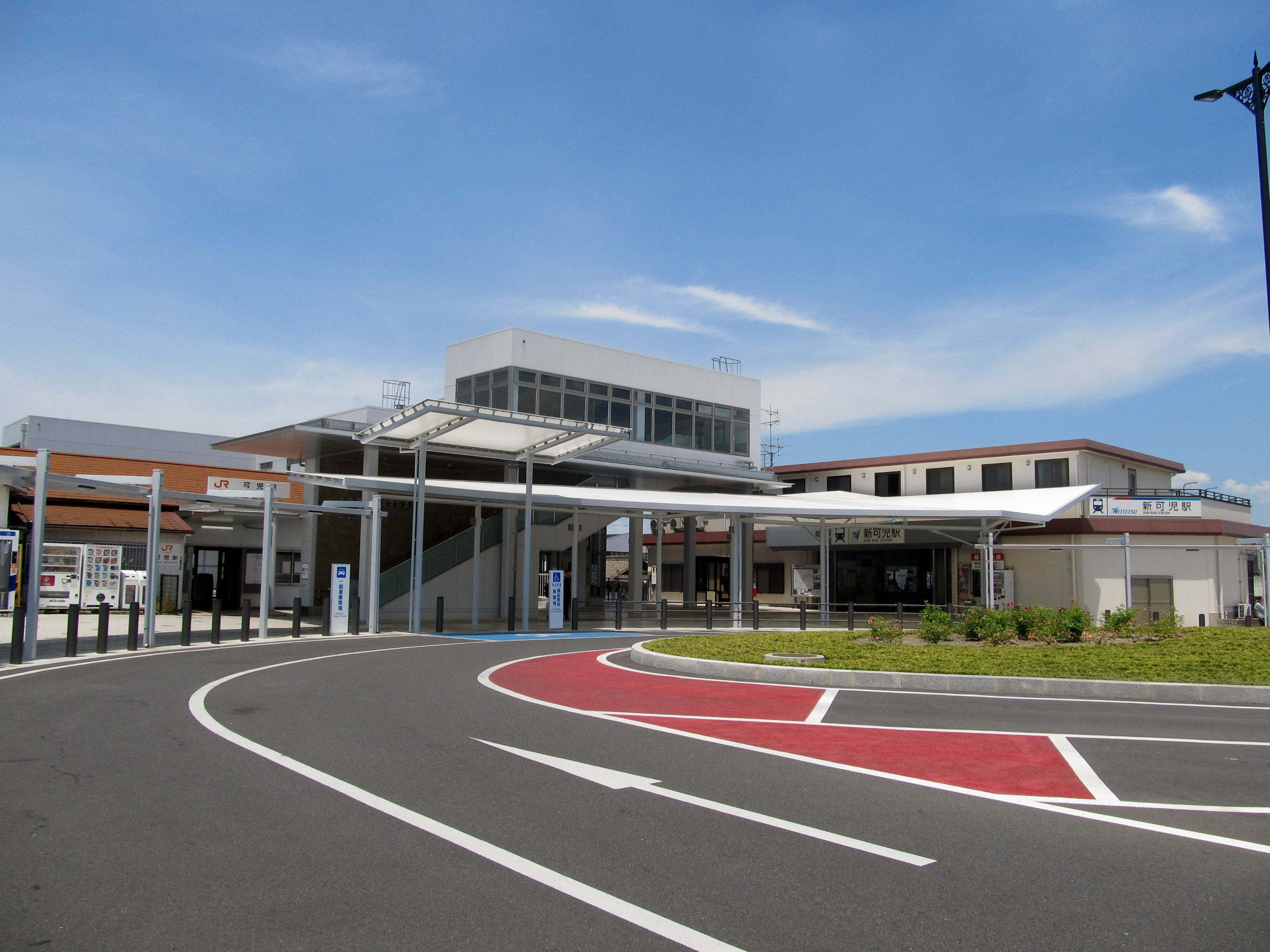
Bahnhöfe Kani (links) und Shin-Kani (rechts)
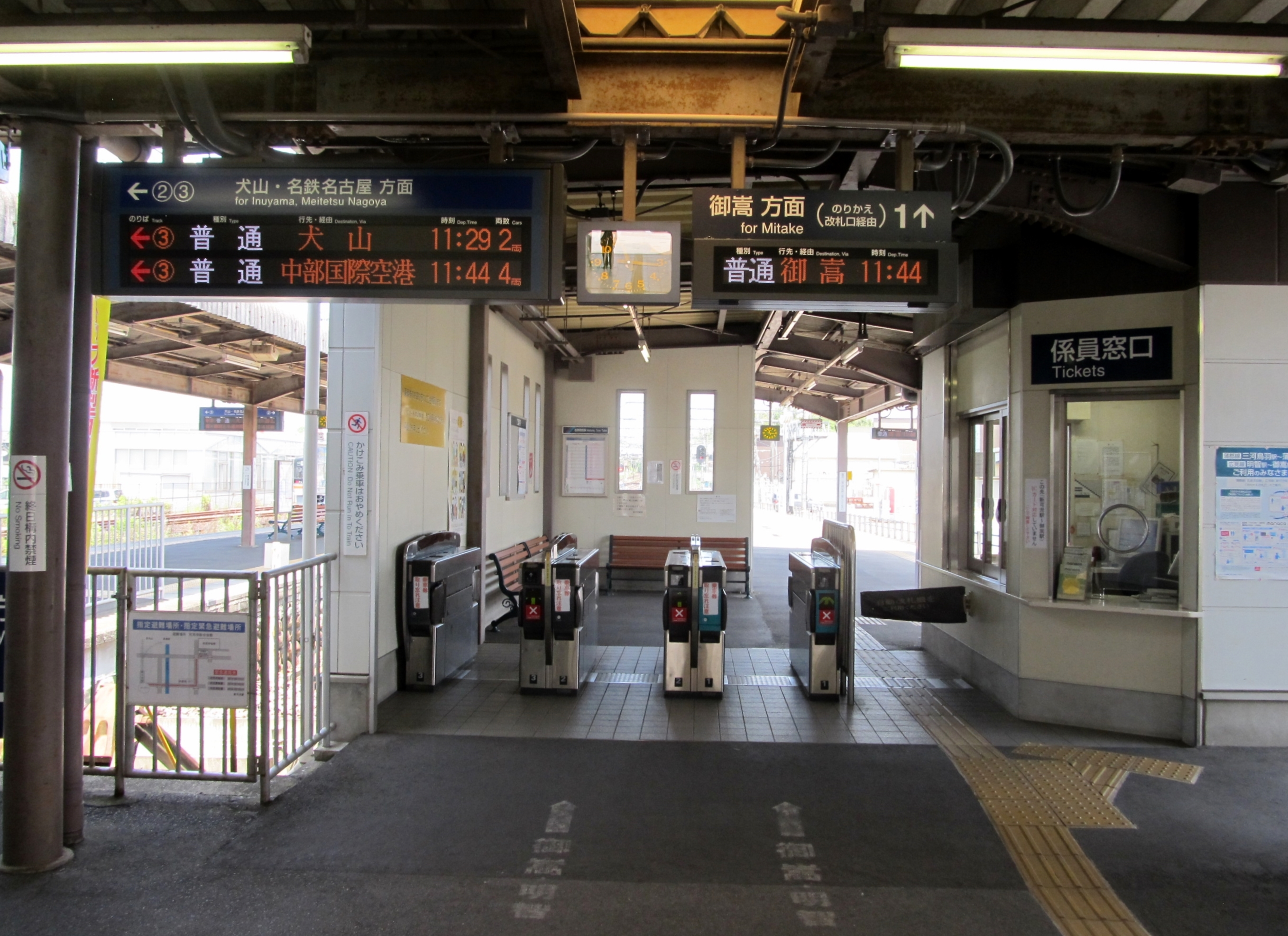
Bahnsteigsperren
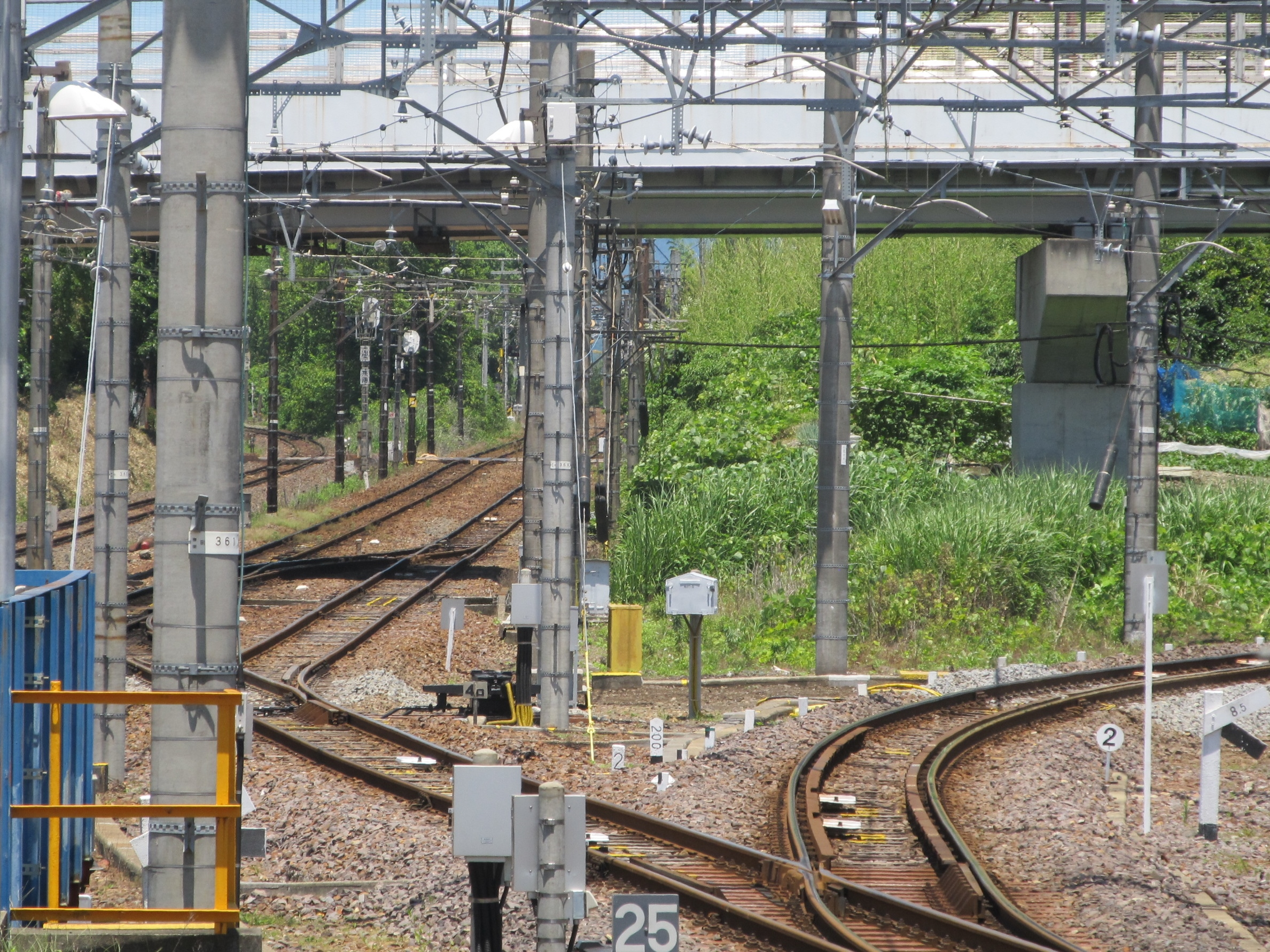
Ansicht der Spitzkehre
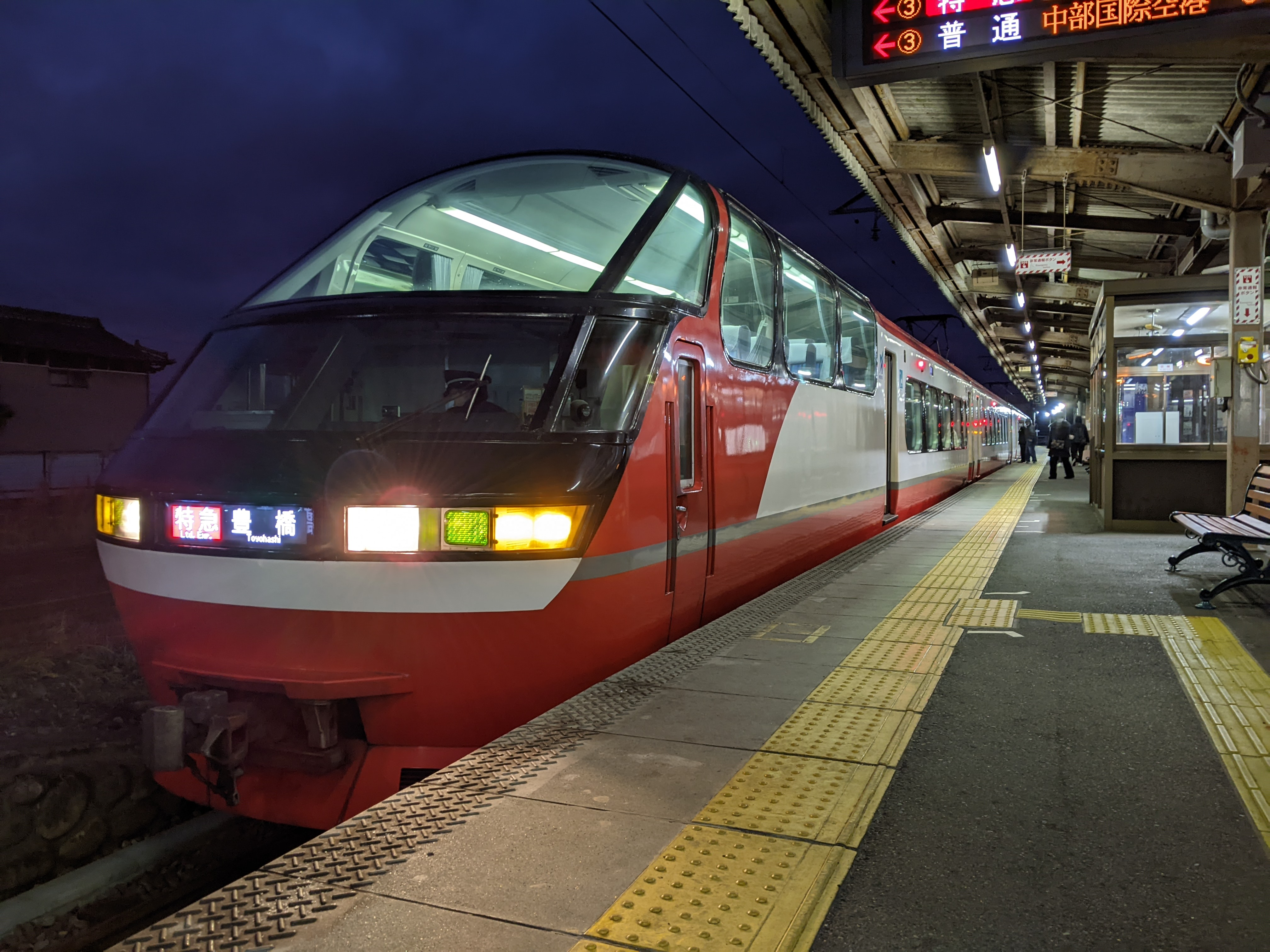
Triebzug der Baureihe 1000 in Shin-Kani

## Gleise

Gleisplan

| 1 | ▉ Meitetsu Hiromi-Linie | Mitake                                       |
| 2 | ▉ Meitetsu Hiromi-Linie | Inuyama • Meitetsu Nagoya (für 4-Wagen-Züge) |
| 3 | ▉ Meitetsu Hiromi-Linie | Inuyama • Meitetsu Nagoya (für 6-Wagen-Züge) |

## Linien
| Verlauf der Meitetsu Hiromi-Linie                                                                                                |
| --- |
| Inuyama • Tomioka-mae • Zenjino • Nishi-Kani • Kanigawa • Nihonrain-Imawatari • Shin-Kani • Akechi • Gōdo • Mitakeguchi • Mitake |

## Geschichte
Die private Bahngesellschaft Tōnō Tetsudō eröffnete am 21. August 1920 den östlichen Abschnitt der heutigen Meitetsu Hiromi-Linie nach Mitake. Dessen Ausgangspunkt war der zwei Jahre zuvor eröffnete Bahnhof Hiromi (広見), der etwa 400 Meter weiter östlich am gegenüberliegenden Ufer des Flusses Kani stand. Am 25. September 1926 gelangte die Strecke in den Besitz der Tōmi Tetsudō, die ebenfalls durch Hiromi führende Taita-Linie an das Eisenbahnministerium. Letzteres verlegte den Bahnhof am 1. Oktober 1928 an den heutigen Standort. Am 22. Januar 1929 erfolgte die Eröffnung des westlichen Abschnitts der Hiromi-Linie durch die Bahngesellschaft Meigi Tetsudō. Die gemeinsame Nutzung dauerte nur etwas mehr als ein Jahr, bis zur Inbetriebnahme des eigenen Bahnhofs Shin-Hiromi (新広見) in unmittelbarer Nachbarschaft am 16. Februar 1930.
Durch Fusion ging die Meigi Tetsudō 1935 in der heutigen Meitetsu auf. Diese war auch an der Tōmi Tetsudō beteiligt und übernahm das Unternehmen am 1. März 1943 ganz, wodurch nun die gesamte Hiromi-Linie im Besitz der Meitetsu war. Im Januar erfolgte eine Neutrassierung der zum Bahnhof Shin-Horimi führenden Gleise. Als Folge der Gründung der Stadt Kani durch Zusammenschluss mehrerer Gemeinden erhielt er am 1. April 1982 seinen heutigen Namen. Von 1984 bis 2006 bestand auf dem Gelände eine kleine Wartungshalle, in der jene Schienenbusse kontrolliert wurden, die auf der im benachbarten Bahnhof Akechi beginnenden Meitetsu Yaotsu-Linie im Einsatz standen.